# Középperzsa nyelv
A középperzsa az indoeurópai nyelvcsalád indoiráni ágán az óiráni nyelvek csoportjába tartozó holt nyelv.A középperzsát megkülönböztetésül használják az Óperzsa Birodalom óperzsa és a modern kor újperzsa nyelvétől. Megközelítőleg a Kr. e. 3. század és a Kr. u. 10. század között beszélték. Az Újperzsa (Szászánida) Birodalom széleskörűen elterjedt beszélt nyelve volt. Az iszlám térhódítása után a kisebbségbe került iráni zoroasztriánusok a 10. századig, a közép-ázsiai manicheusok pedig a 13. századig használták. A Szászánida-kor előtti nyelv zoroaszteri változatát pahlaví-nak (pehlevi) is nevezik, amelyet gyakran a középperzsa szinonimájaként is értenek, de pontatlan kifejezés.
A párthus nyelv és középperzsa (korábbi szakkönyvekben: pahlavík és párszík) írása, a nyelvi jegyei egymáshoz nagyon hasonlóak voltak, így azokat sokáig egy nyelv két, időben egymást követő változatának tekintették és csak az uralkodói dinasztia nevével különböztették meg a két nyelvet (arsakida és szászánida pahlavi vagy pehlevi). Ma már a párthus nyelv külön nyelvi státusza, mint északnyugati középiráni nyelv egyértelmű.
A 20. században Reza sah iráni császár dinasztiája újra használni kezdte a pahlaví kifejezést, és azt érzékeltette vele, hogy nagy jelentőséget tulajdonít az iszlám előtti iráni kultúrának. 

## Írás

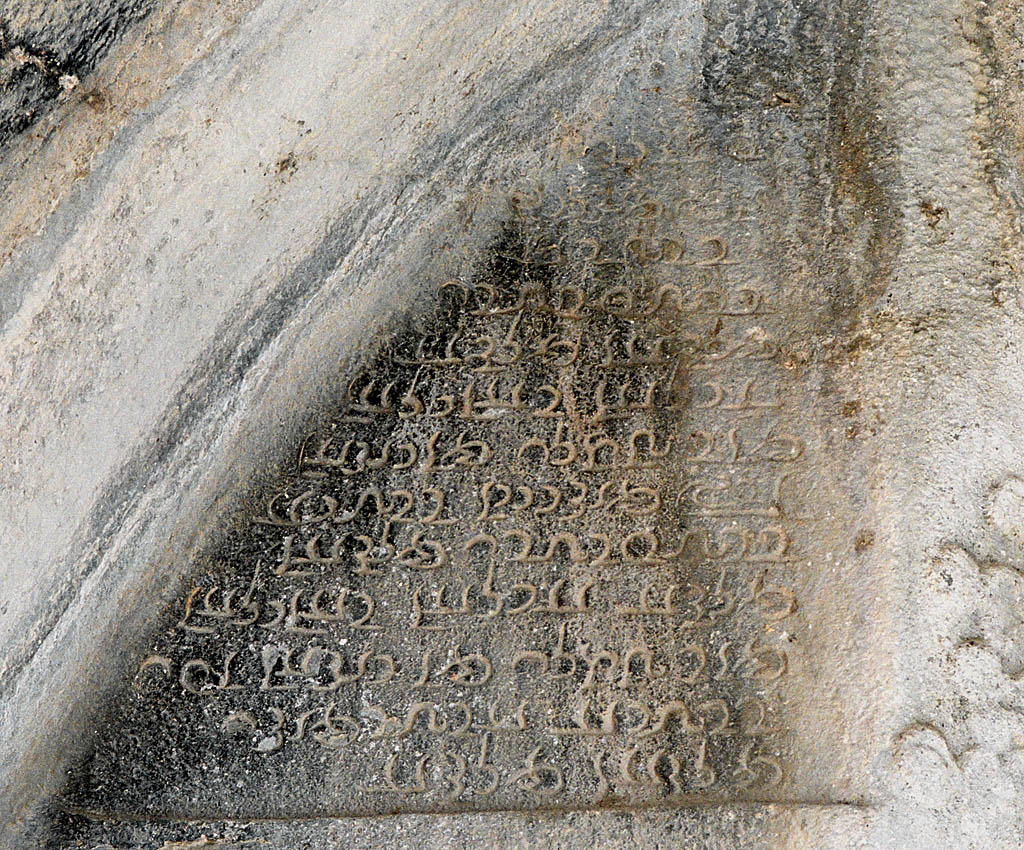
III. Sápúr szászánida király középperzsa sziklafelirata

Irán (Ērānšahr) neve pahlavi írással

A nyelv az arámiból származó pahlavi írást használja, továbbá az avesztai és manicheus írásrendszert. Utóbbi kettő szintén az arámi írás egy változata.
Egyes pénzérméken található írásokat leszámítva, a szászánida királyok sziklába vésett feliratai a Kr. u. 3-4. századból a nyelv legrégibb emlékei. A szászánida uralkodók alatt gazdag irodalma fejlődött ki. Az írásos anyagban szekuláris tartalmú, költői, történeti és epikus művek egyaránt találhatók, a legtöbb szöveg azonban vallási témájú.  
A 9. századból már újperzsa nyelvű irodalmi emlékek is vannak.
Az egyik legterjedelmesebb mű a Denkard , amely hat könyvben különböző korokból származó és különböző típusú zoroasztriánus elgondolásokat foglal össze.

## Összehasonlítás

### A közép-, új-, és óperzsa összehasonlítása
| középperzsa          | újperzsa | óperzsa     | magyar                  |
| -------------------- | -------- | ----------- | ----------------------- |
| Anāhid               | Nāhid    | Anāhitā     | Anahita, Anyahita       |
| Artaxšēr             | Ardašir  | Artaxšatra  | Artaxerxész             |
| Mitr                 | Mehr     | Mithra      | Mithra                  |
| Rokhsāna             | Roksāne  | Rokh-šwana  | Roxána                  |
| Pāpak                | Bābak    |             |                         |
| Āleksandar, Sukandar | Eskandar |             | Alexander (Nagy Sándor) |
| Pērōz                | Pīruz    | Pērōč       | Péroz                   |
| Mithradāt            | Mehrdād  |             | Mithridatész            |
| Borān                | Borān    |             | Borán                   |
| Husraw, Xusraw       | Khosrow  |             | Huszrau                 |
| Zaratu(x)št          | Zartōšt  | Zartušt     | Zarathustra             |
| Ōhrmazd              | Hormizd  | Ahura Mazda | Ahura Mazdá (Ormazd)    |

### Fordítás
- Ez a szócikk részben vagy egészben  a   Middle_Persian című angol Wikipédia-szócikk fordításán alapul.  Az eredeti cikk szerkesztőit annak laptörténete sorolja fel. Ez a jelzés csupán a megfogalmazás eredetét és a szerzői jogokat jelzi, nem szolgál a cikkben szereplő információk forrásmegjelöléseként.